# Breitblättrige Hakenlilie
Die Breitblättrige Hakenlilie oder Flutende Hakenlilie (Crinum natans) ist eine Pflanzenart aus der Gattung Hakenlilien (Crinum) innerhalb der Familie der Amaryllisgewächse (Amaryllidaceae). Diese Wasserpflanze gedeiht in Westafrika.

## Beschreibung und Ökologie

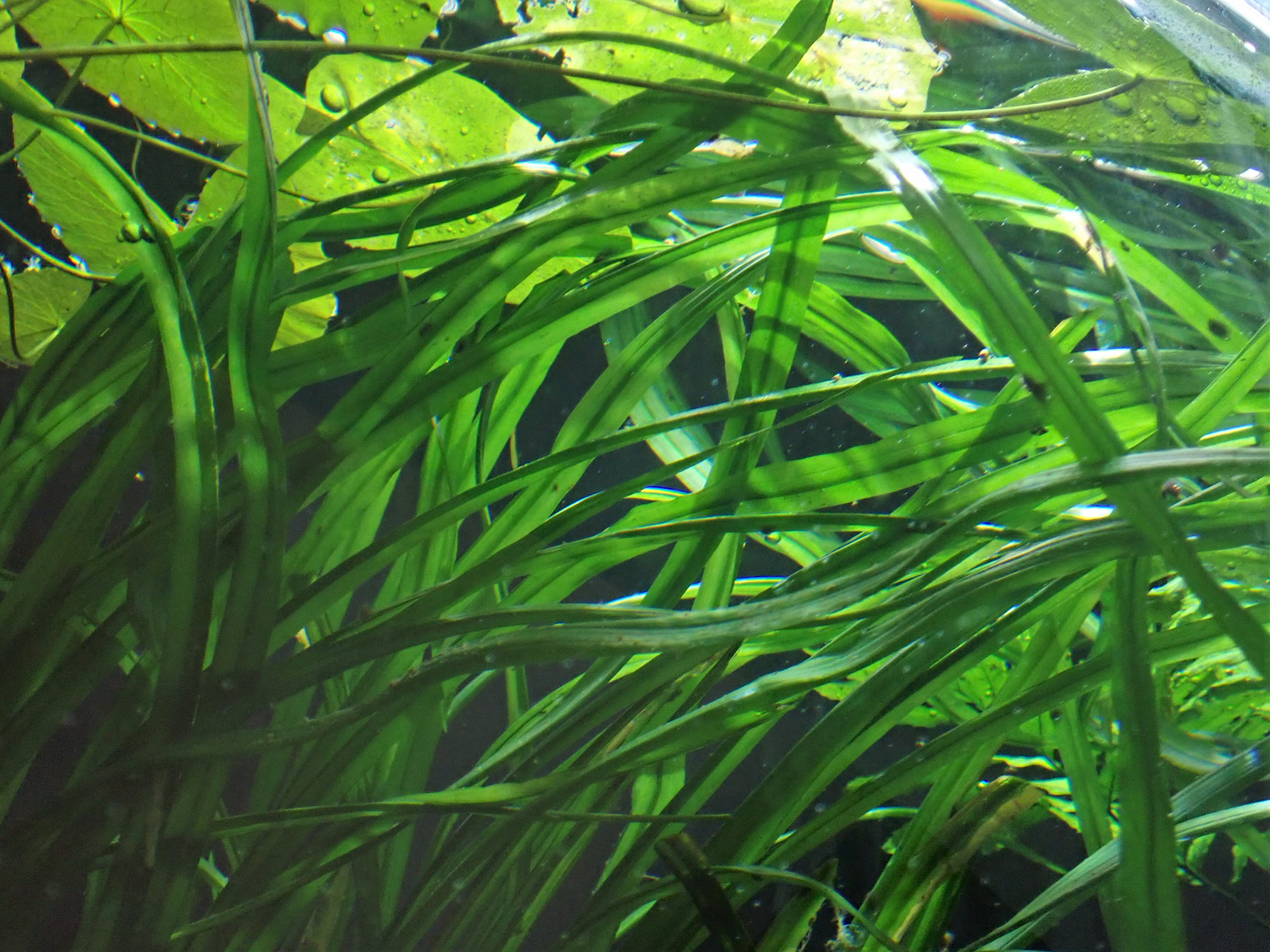
Laubblätter im Wasser

### Vegetative Merkmale
Die Breitblättrigen Hakenlilie wächst als ausdauernde krautige Pflanze. Als Speicherorgan wird eine Zwiebel gebildet, die Durchmesser von 1 bis zu 4,5 Zentimetern erreicht, und oft ist diese in einen Rhizomabschnitt verlängert. Eine vegetative Vermehrung erfolgt über Brutzwiebeln.
Die untergetauchten Laubblätter sind in einer Rosette angeordnet und fluten im Fließgewässer. Die einfache, dunkel-grüne, zähe und ledrige Blattspreite ist bei einer Länge von bis zu 140 Zentimetern sowie einer Breite von 2 bis 5 Zentimetern bandförmig und kann stark gewellt sein. Die Mittelrippe kann erhaben sein und die Netznervatur ist kaum erkennbar. Der Blattrand ist gezähnt. Stomata fehlen.

### Generative Merkmale
Die aufrechten, grünen Blütenstandsschäfte sind 20 bis zu 75 Zentimeter hoch. Die grünlichen Tragblätter sind während der Anthese aufrecht und fest. Der Blütenstand enthält ein bis fünf, selten bis zu sechs Blüten, die sich über Wasser öffnen.
Die schwach bis süßlich duftenden, Blüten ragen aus dem Wasser heraus. Die zwittrigen Blüten sind radiärsymmetrisch, stieltellerförmig und dreizählig. Die sechs Blütenhüllblätter sind gleichgeformt. Die aufrechte Blütenhüllblattröhre ist  grünlich und 11 bis 18 Zentimeter lang. Die freien, ausgebreiteten bis zurückgebogenen Abschnitte der Blütenhüllblätter sind rein-weiß mit eine cremefarben Rückenstreifen und bei einer Länge von 5 bis 9 Zentimetern sowie einer Breite von 0,9 bis 1,6 Zentimetern schmal-lanzettlich. Es sind sechs Staubblätter vorhanden. Die gebogenen, weißen Staubfäden sind mit einer Länge von etwa 2,5 Zentimetern etwas kürzer als die freien Abschnitte der Blütenhüllblätter. Die dunkel-braunen Staubbeutel sind etwa 1 Zentimeter lang. Drei Fruchtblätter sind zu einem dreikammerigen, unterständigen Fruchtknoten verwachsen. Jede Fruchtknotenkammer enthält anatrope Samenanlagen. Der grünliche Griffel ist bei der Anthese etwa so lang wie die Staubblätter. Die Narbe ist klein und kopfigen oder schwach dreilappigen.
Die bei Reife untergetauchte, grünliche, glänzende Kapselfrucht ist bei einem Durchmesser von 0,5 bis 2 Zentimetern kugelig mit einem in seiner Länge variablen Schnabel und enthält ein bis zwanzig Samen. Die grünen Samen sind je nach Anzahl sehr unterschiedlich groß und bis zu 2 Zentimeter lang mit rauer Oberfläche.
Die Chromosomenzahl beträgt 2n = 22.

## Standortbedingungen
Crinum natans gedeiht in Bächen und Flüssen im Regenwald auf schlammigen, kiesigem oder felsigem Grund. Die Standorte sind schattig bis vollsonnig.

## Systematik und Verbreitung

### Taxonomie
Die Erstbeschreibung von Crinum natans erfolgte 1898 durch John Gilbert Baker in Flora of Tropical Africa, Band 7, S. 396. Das Artepitheton natans stammt aus der lateinischen Sprache und bedeutet „schwimmend“.

### Subtaxa und ihre Verbreitung
Seit 2009 gibt es zwei Unterarten:
- Crinum natans Baker subsp. natans: Sie ist in Fließgewässern der Waldzone in Westafrika weitverbreitet. Es gibt Fundorte von Guinea im Westen bis Kamerun im Osten und nach Süden bis zur Demokratischen Republik Kongo.[1]
- Crinum natans subsp. inundatum Kwembeya & Nordal: Sie wurde 2009 erstbeschrieben. Sie ist bisher nur von fünf Fundorten bekannt, die in Fließgewässern im Regenwald in Höhenlagen oberhalb von 250 Metern in Kamerun bekannt.

## Nutzung und Inhaltsstoffe
In Nigeria werden die Laubblätter und Zwiebeln von Crinum natans gegen Geisteskrankheiten eingesetzt. Die Zwiebeln enthalten das Alkaloid Crinatin.
Die Breitblättrige Hakenlilie ist als Solitärpflanze in der Aquaristik bekannt. Sie wächst recht langsam, benötigt einen nährstoffreichen Bodengrund und bevorzugt Standorte mit etwas Strömung.